# Chrysozephyrus niitakanus
Chrysozephyrus niitakanus är en fjärilsart som beskrevs av Tadao Kano 1928. Chrysozephyrus niitakanus ingår i släktet Chrysozephyrus och familjen juvelvingar. Inga underarter finns listade i Catalogue of Life.